# Znasz zasady
Znasz zasady – album kompilacyjny przedstawicieli polskiej sceny hip-hopowej wydany nakładem oficyny R.R.X. Krzysztofa Kozaka. Poza dwoma skitami zawierał materiał premierowy.

## Lista utworów
Opracowano na podstawie materiału źródłowego.
1. Trzyha – „Mam moc (J.MI mix)”
2. Wzgórze Ya-Pa 3 – „Fast food”
3. Slums Attack – „Negatywny przekaz”
4. JanMario – „Ręce, które leczą”
5. Borygo, DJ Hans – „I Love You”
6. Trzyha – „833.333 PLN”
7. eRKa – „A no bo ty…”
8. DJ Crazy, DJ Mały – „Skit”
9. Wzgórze Ya-Pa 3 – „Pionierzy stylu”
10. DJ Crazy – „Bonus Skreach”
11. Snuz – „I jeszcze raz…”
12. Slums Attack, Bitter – „Kilka krótkich zdań”
13. Sektor B – „Marsz milczenia”
14. DJ Hans – „Codzienność”
15. Batalia – „Batalia”
16. Tuwandaal – „Mroczne zauroczenie”

## Twórcy
Opracowano na podstawie materiału źródłowego.

- Mariusz „JanMario/J.MI” Sobolewski (Trzyha) – produkcja (1, 4), skrecze (4, 6)
- Jakub „Ceube” Sawicki (Trzyha) – wokal (1), słowa (1)
- Jacek „TDF” Graniecki (Trzyha) – produkcja (6), wokal (1, 6), słowa (1, 6)
- Marcin „DJ Hans” Tofil (Wzgórze Ya-Pa 3) – produkcja (2, 5, 9, 14), wokal (5, 14), słowa (5, 14), skrecze (2, 5, 9, 14)
- Wojciech „Wojtas” Schmidt (Wzgórze Ya-Pa 3) – produkcja (2, 9), wokal (2, 9), słowa (2, 9)
- Michał „Zajka” Łakomiec (Wzgórze Ya-Pa 3) – produkcja (2, 9), wokal (2, 9), słowa (2, 9)
- Tomasz „Borygo” Borycki (Wzgórze Ya-Pa 3) – produkcja (2, 9), wokal (2, 5, 9), słowa (2, 5, 9)
- Ryszard „Peja” Andrzejewski (Slums Attack) – produkcja (3, 10, 12), wokal (3, 12), słowa (3, 12)
- Maciej „Camey” Sierakowski – produkcja (3, 12)
- „DJ Crazy” (Born Juices) – skrecze (3, 8, 10)
- Sebastian „Rahim/Logus” Salbert (eRKa) – produkcja (7), wokal (7), słowa (7)
- „Kew” (eRKa) – wokal (7), słowa (7)
- „Kuzyn” (eRKa) – wokal (7), słowa (7)
- Sebastian „Kater” Pępek (Banita) – produkcja (8)
- „DJ Mały” (Days of Grace) – skrecze (8)
- Adrian „Arak” Cesarz (Banita) – produkcja (8, 15)
- Paweł „Kali” Kaliszewski (Snuz) – wokal (11), słowa (11)
- Sebastian „Seba” Kuchciński (Snuz) – wokal (11), słowa (11)
- Marcin Macuk (Snuz) – produkcja (11)
- Willie Hutch – współautorstwo muzyki (11)
- „Bitter” (Born Juices) – wokal (12)
- Sławomir „Czubas” Stępień (Sektor B, Ideo) – produkcja (13), wokal (13), słowa (13)
- Piotr „Dziker” Chrząstek (Sektor B, Ideo) – produkcja (13), wokal (13), słowa (13)
- „Szczawik” – produkcja (13), wokal (13), słowa (13)
- „Anik” (Batalia) – wokal (14), słowa (14)
- Damian „Bas Tajpan/Bass Doc” Krępa (Batalia) – wokal (14), słowa (14)
- „Lis” (Batalia) – wokal (14), słowa (14)
- „Żulian” (Batalia) – wokal (14), słowa (14)
- Tomasz „Dono” Donocik (Tuwandaal) – produkcja (15), wokal (15), słowa (15)
- Wojciech „Cham-Pion” Starczewski (Tuwandaal) – produkcja (15), wokal (15), słowa (15)
- Rafał „G2E” Jęczmiński (Tuwandaal) – produkcja (15), wokal (15), słowa (15)